# Baia di Melville

Comune di Avannaata dove si trova la baia di Melville

La baia di Melville (o  Melville Bugt) è una baia periferica della baia di Baffin; bagna a nord e a est la Groenlandia per il tratto di costa che va dalla cittadina di Savissivik a capo Seddon. Le sue coste appartengono al comune di Avannaata; presso la riva nord si erge il monte Haffner.